# Me van a matar
«Me van a matar» es una canción escrita e interpretada por la cantante mexicana Julieta Venegas, como parte del soundtrack de la película mexicana Amores perros (2000).

## Canción
Fue escrita por Julieta Venegas y se trata de una mujer que ve que siguiendo sus pasos puede aprender de sus propios errores. En 2008, realizó una nueva versión para su álbum MTV Unplugged, que canto a dúo con Juan Son. Ocupó la posición 364 de las 500 canciones del Rock Iberoamericano del sitio web estadounidense Al Borde (2007).

## Video
En el video se ve a una Julieta rebelde, caminando de un lado a otro. El video tiene escenas a color y en blanco y negro. Fue dirigido por el fotógrafo Carlos Somonte.

## Lista de canciones
Single
1. «Me van a matar (Amores Perros)» 3:55

## Versiones
- «Me van a matar (Amores Perros)» (Versión Original)
- «Me van a matar (Amores Perros)» (Versión MTV Unplugged con Juan Son)